# Campagna del Montenegro
La campagna del Montenegro si svolse nel gennaio del 1916, nell'ambito dei più vasti eventi della campagna del Balcani della prima guerra mondiale: sceso precedentemente in guerra a fianco della Serbia contro le forze degli Imperi centrali, il Regno del Montenegro fu invaso dall'Austria-Ungheria e costretto a capitolare dopo una breve campagna, rimanendo sotto occupazione austro-ungarica fino alla fine delle ostilità.

## Antefatti
Legato al Regno di Serbia da un trattato di alleanza stipulato all'epoca delle guerre balcaniche, il Regno del Montenegro dichiarò guerra all'Austria-Ungheria il 5 agosto 1914, ponendo le sue forze armate a fianco dei serbi. L'esercito montenegrino (Crnagorska Vojska) mobilitò inizialmente 35 000 uomini, suddivisi in sei piccole divisioni di fanteria da 4 000-6 000 uomini ciascuna distribuite tra quattro "distaccamenti": il Distaccamento Lovćen del generale Mitar Martinovic presidiava la frontiera meridionale del regno nella zona del Monte Lovćen, il Distaccamento della Erzegovina del generale Janko Vukotić difendeva il Montenegro occidentale, il Distaccamento Pljevlja del generale Luka Gojnic operava nel Sangiaccato a fianco dei serbi e il Distaccamento della Vecchia Serbia del generale Radomir Vesovic controllava la frontiera meridionale con l'Albania. Comandante in capo nominale era il re Nicola I del Montenegro assistito dal capo di stato maggiore generale Janko Vukotić, ma in virtù di un patto di difesa siglato il 23 agosto 1914 con la Serbia il comando dell'esercito montenegrino passò al generale serbo Božidar Janković.
Le forze montenegrine sostennero i loro alleati durante le ripetute offensive austro-ungariche condotte nel corso del 1914, conclusesi con una serie di vittorie dei serbi che costrinsero i loro avversari a ripiegare oltre frontiera dopo aver subito dure perdite. La situazione cambiò tuttavia nell'ottobre del 1915, quando il Regno di Bulgaria scese in campo a fianco degli Imperi centrali: attaccato da nord da un'armata austro-ungarica e una tedesca e da est da due armate bulgare, l'esercito serbo fu ben presto soverchiato e battuto, venendo infine costretto alla fine di novembre a intraprendere una difficile ritirata verso i porti dell'Albania; il re Nicola I vietò invece all'esercito montenegrino di ritirarsi, e si preparò a difendere i confini del suo piccolo regno.
L'eliminazione del Montenegro costituiva un importante obiettivo strategico per l'Austria-Ungheria: la posizione dominante del Monte Lovćen consentiva all'artiglieria montenegrina di tenere sotto tiro l'importante base navale austro-ungarica di Cattaro, e più in generale l'occupazione del regno avrebbe consentito di muovere poi alla volta dell'Albania, dove truppe italiane stavano costituendo delle teste di ponte nei porti di Durazzo e Valona. Reduce dai suoi successi a danno della Serbia, a metà dicembre 1915 la 3ª Armata austro-ungarica del generale Hermann Kövess iniziò a pianificare l'offensiva contro il Montenegro: al comando del generale Stjepan Sarkotić, governatore della Bosnia-Erzegovina, fu posto il XIX Corpo d'armata forte di due divisioni di fanteria e una serie di brigate autonome, con il compito di attaccare la regione del Lovćen partendo da Cattaro e Trebigne e penetrare a fondo nel Montenegro; da nord e da nord-est si sarebbe invece mosso l'VIII Corpo d'armata del generale Viktor von Scheuchenstuel, forte di tre divisioni di fanteria e alcuni distaccamenti autonomi, con il fine di tenere impegnate le forze montenegrine su un ampio fronte in attesa che le forze di Sarkotić le prendessero alle spalle muovendo sulla capitale Cettigne. Le forze austro-ungariche ammontavano a circa 101 000 fanti e 1 170 cavalieri, appoggiati da 417 pezzi d'artiglieria mobile (comprese bocche da fuoco delle navi da guerra ancorate a Cattaro) e 530 fissi delle fortificazioni di confine.

## La campagna

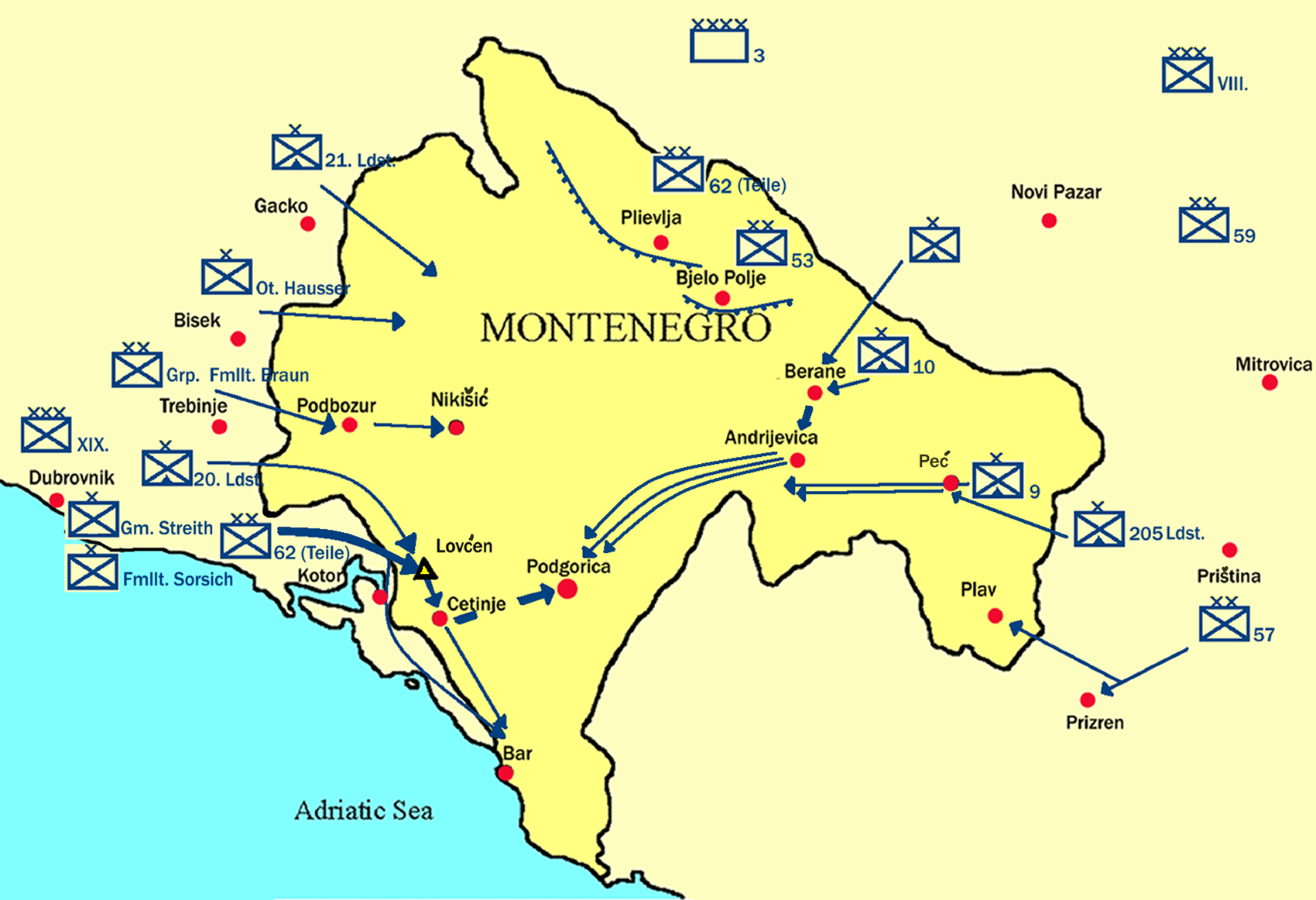
Carta della campagna

L'VIII Corpo d'armata austro-ungarico iniziò le operazioni nei primi giorni del gennaio 1916, attraversando il fiume Tara e muovendo nella regione del Sangiaccato verso le città di Pljevlja e Bijelo Polje incontro alle forze montenegrine del generale Vukotić, trincerate nei dintorni della cittadina di Mojkovac; tra il 6 e il 7 gennaio, nel corso della battaglia di Mojkovac, i montenegrini respinsero con successo una serie di attacchi degli austro-ungarici, bloccando due delle divisioni di fanteria del VIII Corpo. Le forze di von Scheuchenstuel spostarono l'asse della loro avanzata più a est: la 10ª e la 18ª Brigata da montagna austro-ungarica catturarono il 10 gennaio Novi Pazar nella Serbia meridionale e iniziarono ad aprirsi la strada verso Podgorica attraverso il confine tra il Montenegro e la regione Kosovo; contemporaneamente, la 205ª Brigata Landsturm da montagna e la 9ª Brigata da montagna mossero da Pristina verso Peć e la 57ª Divisione di fanteria avanzò lungo la linea Đakovica-Prizren.
Il XIX Corpo d'armata austro-ungarico mosse alla volta della roccaforte del Monte Lovćen, considerato come una posizione chiave dai montenegrini a protezione della loro capitale Cettigne e quindi massicciamente fortificato e difeso da quasi i due terzi delle loro forze, tra i 25 000 e i 30 000 uomini, lungo una linea non continua fino alla città di Nikšić. L'8 gennaio le forze austro-ungariche diedero l'assalto al monte, sostenute da fuoco delle navi da guerra della k.u.k. Kriegsmarine: la 74ª Divisione di fanteria attaccò frontalmente le difese montenegrine, mentre due brigate indipendenti e un raggruppamento di forze sotto il generale Braun mossero su Nikšić per proteggere il fianco sinistro delle truppe impegnate sul Lovćen e tagliare fuori i montenegrini dal nord-est del paese; dopo due giorni di duri scontri, il 10 gennaio i reparti bosniaci del XIX Corpo conquistarono la vetta del Lovćen mettendo in rotta le forze montenegrine, mentre più a nord gli austro-ungarici penetrarono per 10 chilometri in direzione di Nikšić dopo aver piegato una dura resistenza.
Caduto il Lovćen le forze montenegrine si ritirarono in disordine, e il 13 gennaio le prime avanguardie austro-ungariche fecero il loro ingresso a Cettigne; quello stesso giorno, scavalcando l'ostinata resistenza del sovrano, il governo montenegrino avviò i primi contatti per raggiungere un armistizio con l'Austria-Ungheria: le autorità austro-ungariche risposero il 16 gennaio pretendendo una resa incondizionata, e dopo una prima sospensione delle ostilità il 17 gennaio la capitolazione fu infine firmata il 19 gennaio dal generale Vukotić. Il re Nicola e il gran parte del governo montenegrino partirono quello stesso giorno verso San Giovanni di Medua in Albania, da dove si imbarcarono poi alla volta dell'Italia, mentre i soldati montenegrini che si arrendevano pacificamente furono ridotti allo status di non combattenti e rimandati a casa.

## Conseguenze
Il Montenegro perse 20 000 soldati nel corso della prima guerra mondiale, circa il 40% degli uomini mobilitati e il 10% della popolazione totale; il re Nicola diede vita a un governo in esilio a Bordeaux, ma la permanenza in patria sotto la tutela austro-ungarica di suo figlio Mirko, secondo in linea di successione al trono, incoraggiarono speculazioni su un presunto tentativo di pace separata del Montenegro con gli Imperi centrali, minandone la credibilità agli occhi degli Alleati.
Il 1º marzo 1916 il Montenegro fu assoggettato a un'amministrazione militare austro-ungarica sotto il generale Viktor Weber Edler von Webenau, rimanendo sotto occupazione fino agli ultimi giorni di guerra nel novembre 1918, quando fu liberato da forze serbe; unica nazione degli Alleati a perdere l'indipendenza al termine della guerra, il 26 novembre 1918 il Montenegro fu integrato nel nascente Stato degli Sloveni, Croati e Serbi.